# Bernard Friot (écrivain)
Pour les articles homonymes, voir Bernard Friot.
Bernard Friot est un écrivain français né en 1951 à Saint-Piat (Eure-et-Loir), est un auteur de livres pour la jeunesse. 

## Biographie
Cette section ne s'appuie pas, ou pas assez, sur des sources secondaires ou tertiaires indépendantes du sujet. Le texte peut contenir des analyses inexactes ou inédites de sources primaires.
Pour l'améliorer, ajoutez-en, ou placez des modèles {{Source secondaire souhaitée}} ou {{Source secondaire nécessaire}} sur les passages mal sourcés. (juillet 2024)

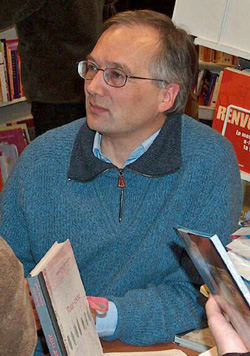
Bernard Friot en 2004.

Bernard Friot est né en 1951 à Saint-Piat (Eure-et-Loir). Agrégé de lettres, il enseigne en collège, lycée et école normale, puis il devient responsable et directeur  du Bureau du livre de jeunesse à Francfort pendant quatre ans. De retour en France, il s'installe à Bordeaux,[Quand ?], où il se consacre à l'écriture et à la traduction française de livres pour la jeunesse.
Il a écrit plus d'une cinquantaine d'ouvrages destinés aux adolescents ou aux enfants et en a traduit tout autant de l'allemand et de l'italien,.
Il est édité par les éditions Milan, Thierry Magnier, La Martinière ou encore pour Gallimard-Jeunesse.

### Carrière d'auteur
Avant d'écrire pour les enfants, il a écrit avec eux. Étudiant leur manière de raconter leurs histoires, de mélanger réalité et imaginaire, il a recueilli un grand nombre de récits qui ont, directement ou indirectement, inspiré ses textes.
Travaillant avec des enfants en difficulté par rapport à la lecture, il a voulu leur « permettre d'être récompensés au bout d'une ou deux pages de l'effort que représente pour eux la lecture ».  Il a donc multiplié des textes courts, telles ses séries d’« Histoires pressées » et d'« Histoires minute ».
Il a écrit directement pour des musiciens : textes pour un spectacle musical (J'ai quelque chose à dire, création juin 2011.
Il est également l'auteur de plusieurs recueils de poésie, dont les recueils de « Presque poèmes » pour adolescents, textes jouant avec les formes, les couleurs et la mise en page.
Ses ouvrages jeunesse ont été récompensés par plusieurs prix.
En 2023, il est sélectionné pour la cinquième année d'affilée (depuis 2019) pour le prestigieux prix suédois, le Prix commémoratif Astrid-Lindgren pour l'ensemble de sa carrière.

## Publications

### Ouvrages
- Histoires pressées (illustrées par différents illustrateurs selon la réédition), Milan, collection Junior, 1988
- La princesse Élastique, Milan, collection Cadet, 1989
- Nouvelles histoires pressées, Milan, collection Junior, 1991
- C'est Noël, ill. Catherine Louis, Hachette, 1994
- Encore des histoires pressées, Milan, collection Junior, 1997
- Folle !, éditions Thierry Magnier, coll. Romans, 2002
- Pressé, pressée, Milan, coll. Poche Junior, 2002
- C’est quoi ton prénom ?, ill. Vincent Bergier, Milan, coll. Poche Cadet, 2003
- Histoires à la carte, Milan, 2003
- Les pieds de Pierre, ill. de Aurélie Guillerey, Milan, coll. Poche Cadet, 2003
- Un autre que moi, De La Martinière, 2003
- Histoires minute, illustrations Jacques Azam, Milan, coll. Poche Cadet, 2004
- A mots croisés (poèmes), Milan, collection Junior, 2004
- Amanda chocolat, illustrations Anne Herbauts, Milan, coll. Poche Cadet, 2004
- C’est loin, Valparaiso?, éditions Thierry Magnier, coll. Romans, 2004
- Un dernier été, De La Martinière, coll. Confessions, 2005
- Nouvelles histoires minute, illustrations Nicolas Hubesch, Milan, coll. Poche Cadet plus, 2005
- Pour vivre. Presque poèmes, De La Martinière Jeunesse, 2005
- La lampe, illustrations Jean-François Martin, Milan, coll. Poche Cadet, 2005
- Presque poèmes : écriture poétique, cahier d’activités et Cdrom, illustrations Catherine Louis, éditions NK/La Martinière, 2005
- Pressé ? Pas si pressé, Milan, coll. Poche Junior, 2006
- Histoires à la carte. t5 : Un tableau trop bavard, ill. Éric Gasté, Milan, collection Cadet, 2006
- Peut-être oui (poèmes), La Martinière, 2006
- Jours de collège, Gallimard Jeunesse, coll. Scripto, 2006
- Et pourquoi ?, illustrations Catherine Louis, Milan, coll. Petit Clown, 2006
- Moi, je veux !, illustrations Catherine Louis, Milan, coll. Petit Clown, 2006
- Bonjour, bonsoir, illustrations Constanza Bravo, OSL, 2007
- Foulard, nouvelle bibliothèque junior, Cornelsen Verlag Gmbh, 2007
- A moitié, illustrations Anne Herbauts, La Martinière, 2007
- Tu veux être ma maman ?, illustrations Catherine Louis, Milan, coll. Petit Clown, 2007
- Non, non et non, illustrations Catherine Louis, Milan, coll. Petit Clown, 2007
- Je t'aime, je t'aime, je t'aime : poèmes pressés, Milan, collection Junior, 2007
- Agenda du (presque) poète, ill. de Hervé Tullet, La Martinière, 2007
- Danger, enfants sages ! Trois contes à dévorer, illustrations Christophe Merlin, Milan, coll. Poche Cadet, 2007 ; rééd. ill. de Sébastien Pélon, 2015
- Encore des histoires minute, Milan, collection Cadet, 2007
- La bouche pleine, poèmes pressés, illustrations Charlotte Gastaut, Milan, coll. Poche Junior, 2007
- Rien dire, Actes Sud junior, collection « D’une seule voix», 2007
- Gâteaux et chapeaux, ill. Mara Cerri, Milan, 2008 (album)
- Désaccords, Milan, coll. Macadam, 2009
- Et Crac !, illustrations de Dankerleroux, Milan, 2009 (album)
- Lilo, illustrations de Ilya Green, Albin Michel Jeunesse, 2009 (album)
- Zoo, un dimanche en famille , illustrations de Tom Schamp, Milan, 2009 (album)
- Mon cœur a des dents, poèmes sous haute tension, ill. de Bruno Douin, Milan, coll. Macadam, 2009
- Tomaso et les trois Ogresses, ill. de Eric Gasté, Milan, collection Cadet, 2009
- Un truc sur un machin, poèmes mécaniques, ill. de Christian Gibbaud, Milan, coll. Poche Cadet, 2009
- Léo et Léon, petits dialogues ébourrifés, illustrations Delphine Perret, Milan, 2010
- La Vie sexuelle des libellules, et autres poèmes, création graphique, dessins et gribouillis de Bruno Douin, Milan, coll. Macadam, 2011
- Tous pressés, Milan, 2011
- Les Invités, avec Magali Le Huche, Éd. Glénat, 2011
- La Fabrique à histoires, ill. Violaine Leroy, Milan, 2011
- Les Invités, illustrations de Magalie Le Huche, Pt'it Gléna, 2011
- La fille qui rit, Actes Sud Junior, collection D'une seule voix, 2011
- La Princesse aux trois pieds, illustré par Olivier Balez, Milan, 2011
- SOS Maîtresse en détresse, illustrations Florence Langlois, Milan, collection Cadet, 2012
- Moi, Ben, t1 : Mon livre des records nuls : approuvé par Ben Letourneux, Flammarion, 2013
- Histoires à jouer, illustrations Jacques Azam, Milan, 2013
- Peintures pressées, un musée imaginaire, Milan, 2013
- J’aime/Je déteste le sport, ill. de Zelda Zonk, Milan, collection cadet, 2013
- J’aime/Je déteste le français, ill. de Zelda Zonk, Milan, collection cadet, 2014
- Moi, Ben, t2 : Mon cahier de vacances nulles... et de gribouillages Flammarion, 2014
- La Lampe infernale, ill. de Laurent Audouin, Milan, 2014
- Moi, Ben, t3 : Le Journal nul de mes amours nulles : approuvé par Ben Letourneux, Flammarion, 2015
- La Bouche pleine : encore des poèmes pressés, Milan, 2015
- C’est encore loin, la vie ?, Le Seuil jeunesse, 2015
- J'aimerais te dire, De La Martinière jeunesse, 2015
- Pierre et le loup, livre CD, MIlan, 2015
- Moi, je suis un cheval, illustrations Gek Tassaro, La Joie de lire, 2016
- A la lettre, Milan, 2016
- Dieci lezioni sulla poesia, l'amore, la vita, Lapis, 2016
- Poèmes à dire comme tu voudras, illustrations Amélie Falière, Flammarion, 2016
- Super manuel pour devenir un écrivain génial, Flammarion, 2016
- Le car pour Caen passe au quart, Le cherche midi, 2016
- Quand j'ai tort, j'ai mes raisons, Le cherche midi, 2016
- As-tu vu le kangourou roux qui mange des petits choux ? Larousse, 2017
- Paroles de baskets et autres objets bavards, Milan, 2017
- Un été de poésie, d'amour, de vie (rayez la mention inutile), Milan, 2018
- Super manuel pour (presque) tout savoir sur moi,  Flammarion, 2018
- Des trous dans le vent, poèmes en promenade[7], illustrations de Aurélie Guillerey, Milan, 2019
- De zéro à neuf, poèmes, Centre de création pour l'enfance de Tinqueux, 2019
- Il fiore del signor Moggi, illustraions Nicoletta Bertelle, Fatatrac, 2019
- Un cinema da Cani, illustrations Luca Tagliafico, Editions Clichy, 2019
- Histoires pressées, à toi de jouer, Milan, 2020
- Histoires chuchotées au musée Carnaval, illustrations Anthony Huchette, Paris Musées, 2021
- Petit Biquet et le grand (pas) méchant loup, illustrations Thierry Manes, Flammarion jeunesse
- Ici ou là, et ailleurs aussi (poésie, version bilingue français-arabe), illustrations Jérémy Fischer, éditions Le port a jauni, 2021
- Balade en fromagie (documentaire, en collaboration avec Aurore Paillusson), illustrations de Thomas Baas et Charlotte Fréreau, Milan, 2023
- De minuit à quatorze heures, sur des illustrations de Guy Billout, éditions Sens dessus dessous, 2024

Collection « Une histoire pressée illustrée », Milan
- Asticots, illustré par Aurélie Guillerey, Milan, 2010
- C’est toujours pareil !, illustré par David Merveille, Milan, 2010
- Petits calculs amoureux, illustré par Alfred, Milan jeunesse, 2010
- La sorcière est amoureuse, illustré par Frédéric Benaglia, Milan jeunesse, 2011
- Politesse, mes fesses !, illustrations de Magali Le Huche, Milan, 2011
- Qui suis-je ?, illustrée par Leo Timmers, Milan, 2011

### Textes pour le théâtre
- Héritages, création par la Cie Créature, 2017
- Oh, là, là, création par le Collectif MA-Théa, 2022

## Traductions
Bernard Friot a traduit vers le français plusieurs dizaines d'ouvrages jeunesse, depuis l'italien, et depuis l'allemand.
- Le collectionneur d'instants de Quint Buchholz, traduction depuis l'allemand, Milan, 1998

## Discographie

### CD audio
- Histoires pressées, SCEREN-CRDP Languedoc-Roussillon, 2004

### Livre Disque
- Pierre et le loup (de Prokofiev) suivi de Le Canard est toujours vivant : illustrations de Julia Wauters, racontés par Jacques Gamblin, sur une musique de Jean-François Verdier, interprété par l'Orchestre Victor Hugo Franche-Comté, Milan, 2015
- Pas vu, pas pris, paroles de Bernard Friot ; illustrations de Sherley Freudenreich ; composition, arrangements et interprétation Hervé Suhubiette, Didier Jeunesse, 2014
- Anna, Léo et le gros ours de l'armoire ; illustrations d'Amélie Jackowski, musique de Jean-François Verdier, interprété par l'Orchestre Victor Hugo Franche-Comté, Actes Sud, 2012

## Prix et distinctions
- (international) « Honour List » 2000[9] de l' IBBY, Catégorie Traduction, pour Le collectionneur d'instants de Quint Buchholz, qu'il a traduit depuis l'allemand vers le français
- Prix TSR (Télévision suisse romande), littérature Ados 2008[10], pour son ouvrage Rien dire
- Premio Andersen 2009 pour Il mio mondo a testa in giu (traduction italienne des Histoires pressées)
- Premio ORBIL 2012 (Librerie indipendenti) pour Ricette per racconti a testa in giù (traduction italienne des Histoires minute)
- Prix des dévoreurs de livres[11] 2016 pour Le journal nul de mes amours nulles
- Prix Poésie des lecteurs Lire et faire lire[12] 2017 pour A la lettre : un alphabet poétique
- Premio Andersen 2019 comme "Protagonista della cultura per l'infanzia"
- Premio Liber Miglior libor del anno 2019 pour Un anno di poesia (traduction italienne de L'agenda du presque poète)
- Sélections de 2019 à 2023 (cinq années d'affilée) pour le Prix commémoratif Astrid-Lindgren[6]

## Adaptations de son œuvre
[réf. souhaitée]
Certains de ses textes sont  mis en scène, voire adaptés pour des courts métrages. Plusieurs histoires ont été mises en musique.

### Vidéo
- Sur youtube.com